# Magyarosaurus
Magyarosaurus var ett släkte växtätande dinosaurier (Sauropoda) som levde i vad som idag är Rumänien för cirka 71 - 65 milj. år sedan. 

## Beskrivning

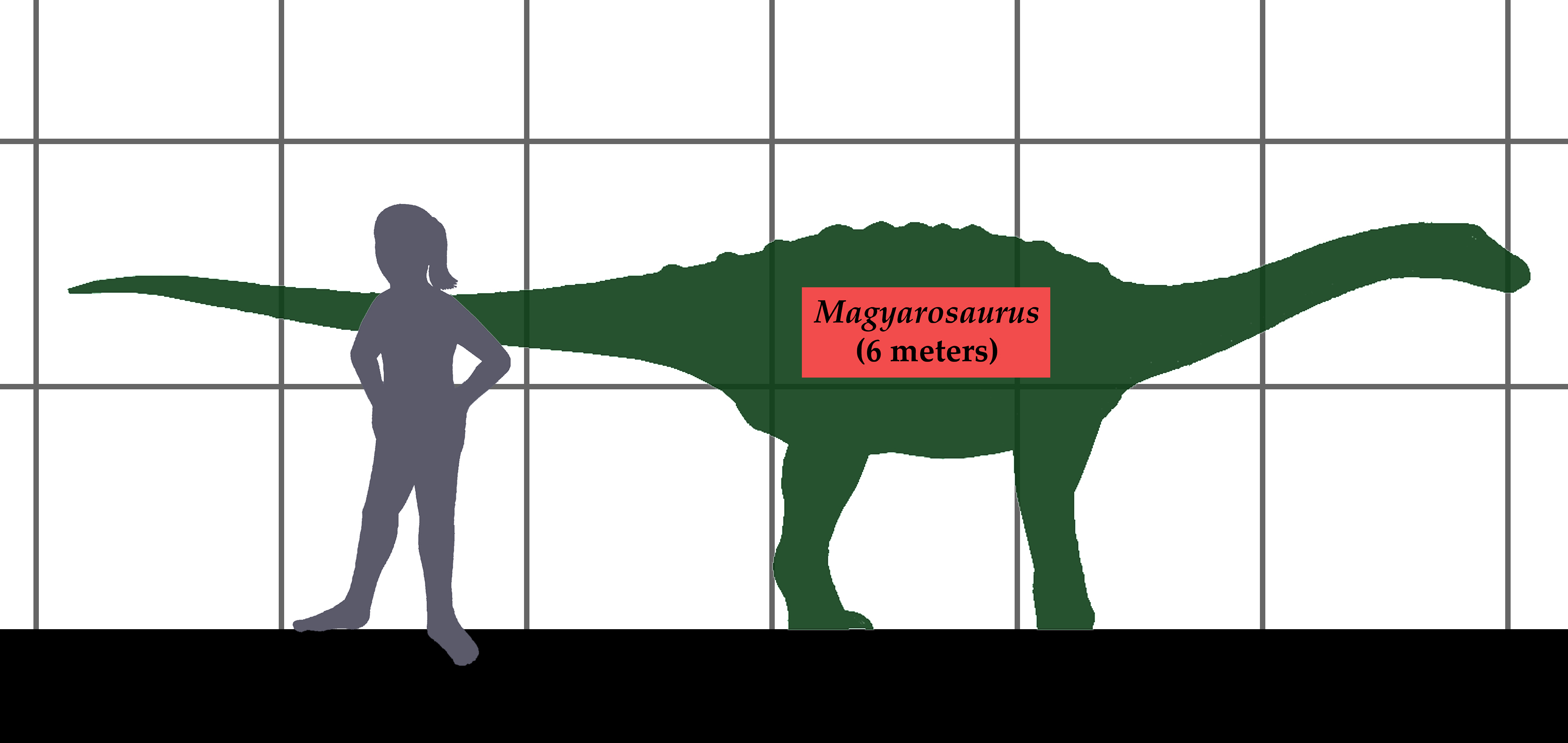
Magyarosaurus i storleksjämförelse med människa.

Magyarosaurus var en av flera "dvärgformer" av sauropoder som levde under krita. En vuxen Magyarosaurus blev 5 - 6 meter lång, vilket är mindre än någon annan känd titanosaurie. Forskarna tror att Magyarosaurus levde på små öar, vilket begränsade deras möjligheter till att växa sig så stora som närbesläktade sauropoder, exempelvis Saltasaurus och Nemegtosaurus.

## I populärkulturen
Magyarosaurus skildrades i Discovery Channels TV-serie Dinosaur planet 2003, där den används som ett exempel på småvuxna djur som lever i begränsade miljöer. Den skildras också som ett flockfjur, färdandes vid ett vattendrag, där den angrips av två dvärgTarascosaurier.